# Нойєр-Маркт

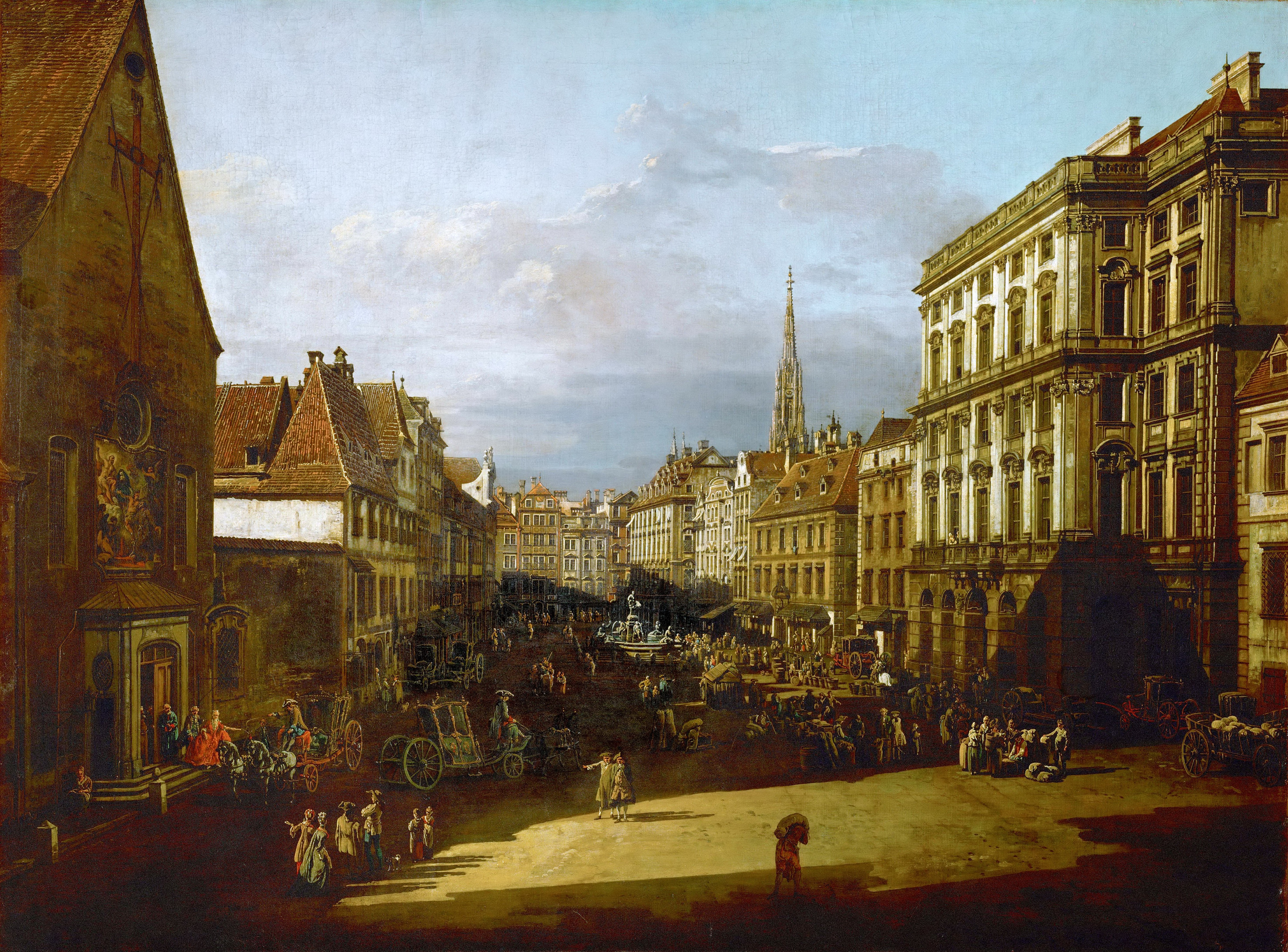
Вид на Мельмаркт із південного заходу на північний схід (Каналетто, 1760)

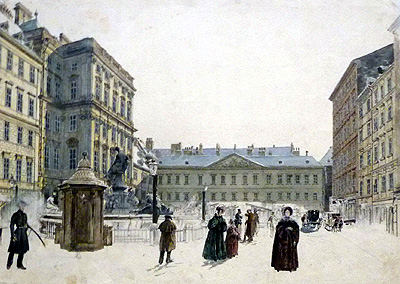
Нойєр-Маркт на півдні. На задньому плані палац Шварценберг (1832 р.)

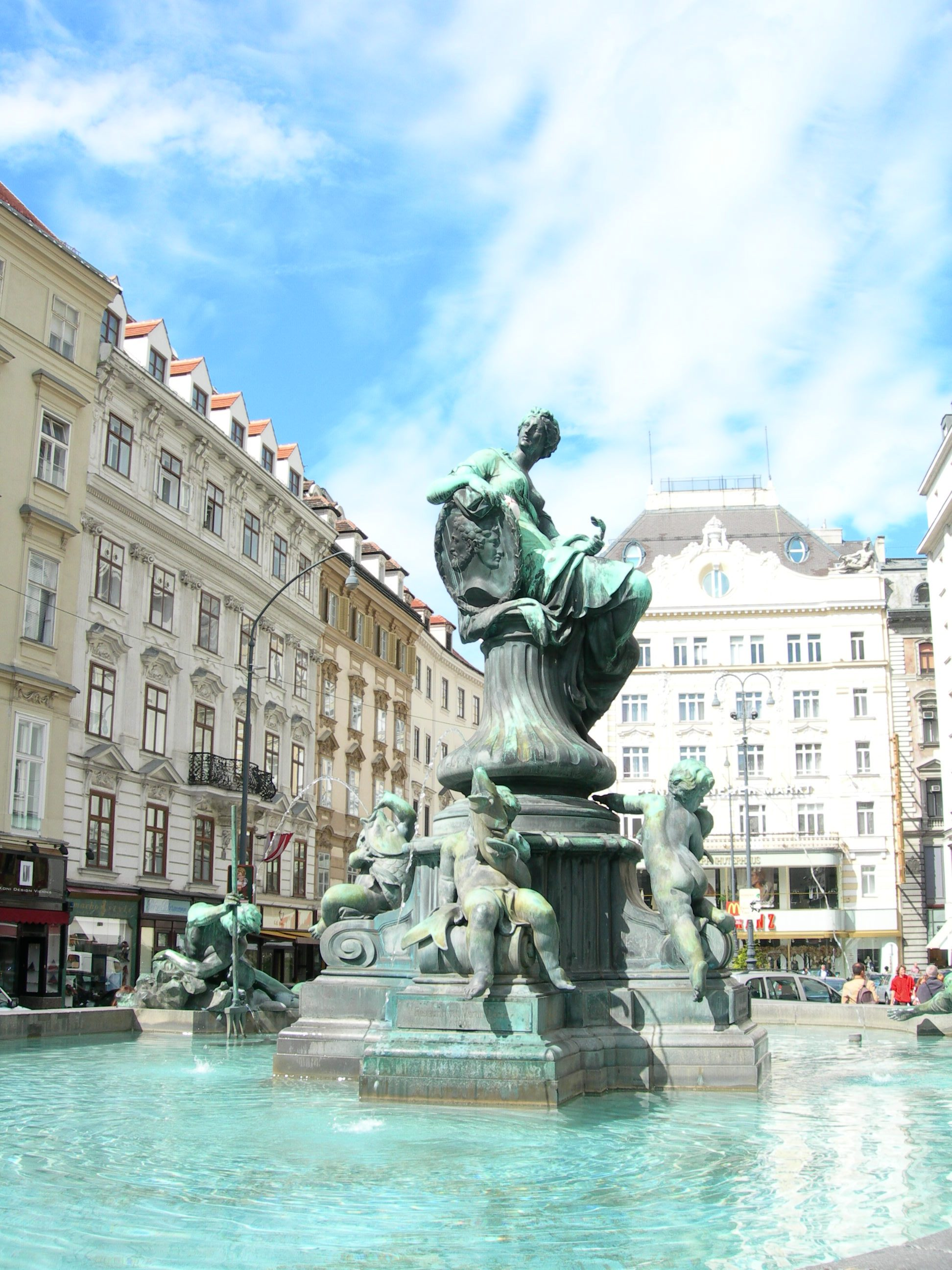
Доннербруннен посеред Нойєр-Маркт (2006)

Нойєр-Маркт (також: Mehlmarkt) — одна з найстаріших площ Відня. Вона розташована на захід від Кернтнерштрассе в центрі старого міста, 1. Внутрішній міський район Відня має видовжену, майже прямокутну форму. Посередині площі розташований Доннербруннен. Будівлі мають характер представницьких таунхаусів.

## Історія
Коли Гоге-Маркт більше не задовольняв населення Відня в Середньовіччі, був створений Нойєр-Маркт, який вперше згадується як nuiwe market або novum forum у 1234 році. Звідси до 19 століття також торгували борошном і зерном, площа носила неофіційну назву Mehlmarkt, яка існувала і у 20 столітті. Минули століття. Під час Другої світової війни площа була сильна пошкоджена, кілька будівель зникли, а на їхньому місці були сучасні будівлі.

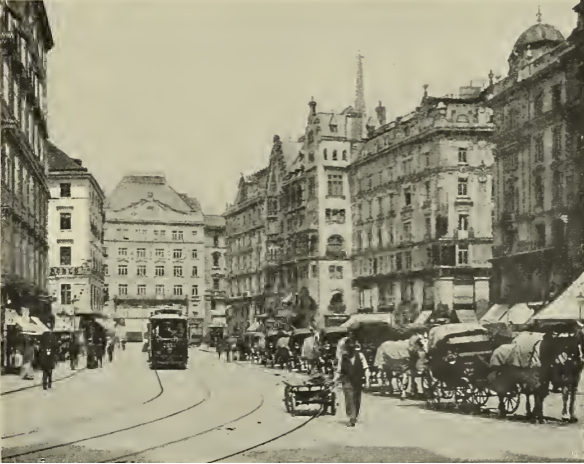
Нойєр-Маркт із трамваєм близько 1900 р.

У першій половині 20 ст. на Нойєр-Маркт була трамвайна зупинка. У 1942 році кінцева станція лінії 58 була перенесена на Рінгштрассе, а в 1948 році ділянка, що веде до Нойєр-Маркт, була закрита.

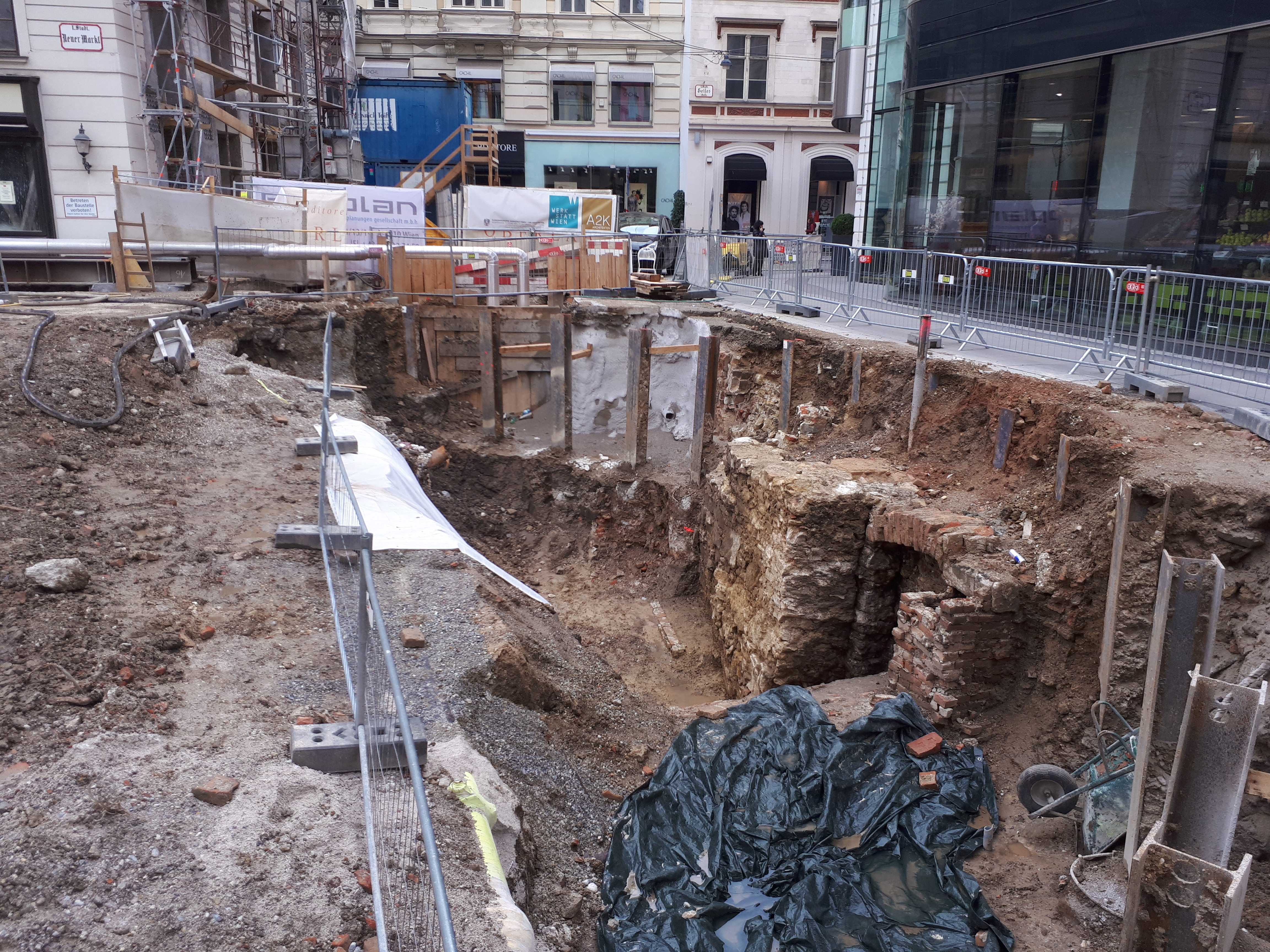
Археологічні розкопки на Нойєр-Маркт під час будівельних робіт підземного паркінгу

7 січня 2019 року розпочалися масштабні будівельні роботи на підземному паркінгу на Нойєр-Маркт, через що площа була повністю обгороджена. Було виявлено кілька могил римських часів.

## Будівлі
Доннербруннен посеред площі був створений у 1739 році Георгом Рафаелем Доннером. Його справжня назва — Providentiabrunnen, він також відомий як Mehlmarktbrunnen. Бронзові скульптури є копіями, оригінали містяться в австрійській галереї Бельведер. На честь скульптора названо коротку Доннергассе, яка з'єднує Нойєр-Маркт із Кернтнерштрассе.
Найвідомішою спорудою на Нойєр-Маркт є церква Капуцинів, зведена в 1632 році. Під нею розташоване місце спочину Габсбургів у вигляді склепу капуцинів.
За адресою Нойєр-Маркт 2 стояв легендарний готель Meissl & Schadn, побудований у 1897 році, у якому Фрідріх Адлер у 1916 році застрелив прем'єр-міністра Карла Штюрґха. Будівля сильно постраждала під час Другої світової війни, знесена та замінена новою будівлею. Над рестораном є сграфіто з сільськими розвагами, яке створив у 1957 році професор Генріх Ебнер.
Готель Ambassador за адресою Нойєр-Маркт 5 був побудований у 1897 році за проектами архітекторів Купки та Оргльмайстера. У середні віки тут розташовувалася міська борошняний склад, так звана Мельгрубе.
Початок 18 століття був на південному кінці Нойєр-Маркт. Палац Шварценберг був побудований у 19 столітті за планами Йозефа Емануеля Фішера фон Ерлаха. У 1894 році палац був зруйнований і замінений прибутковими житловими будинками.
Будинок, побудований у 1897 році для Вільд Бразерс, колишнього традиційного магазину ласощів, розташований за адресою Нойєр-Маркт 10–11. Архітектором був Арнольд Гейман, який побудував будівлю в стилі німецького Ренесансу з фасадом «Давньонімецького періоду». Це вважається його найвідомішою роботою цього періоду творчості. Тим часом замість магазину ласощів у будинку вже кілька років працює ресторан зі зміною власників.
Так званий будинок Майседера за адресою Нойєр-Маркт 15 є одним із найстаріших будинків на площі, побудований у 1548 році. Тут розташований магазин традиційного ювеліра А. Є. Кехерта.
Herrnhuterhaus оздоблений у стилі бароко та натхненний віденською сецесією був побудований у 1900/01 роках Карлом та Юліусом Майредерами. Свою назву він отримав від магазину полотна «zum Herrnhüter», який розташовувався тут з 1797 року. Статуя людини з капелюхом і щитом свідчить про назву. До 2009 року в будинку була фірма одягу Fürnkranz. Інтер'єр оновлено; із 2010 року там був фірмовий магазин Billa у продуктовому ланцюгу, так званої Billa Корсо на нижніх поверхах.
Пам'ятник Марко д'Авіано, Доннербруннен, будинки 10–11, 12, 13, 14 і 15, а також житлово-господарський комплекс із чотирьох будинків з будинком № 8 віднесені до історичних пам'яток.